# Le Miroir d'ambre
Le Miroir d'ambre (The Amber Spyglass) est le dernier tome de la trilogie À la croisée des mondes (His Dark Materials) écrite par Philip Pullman.
Il est publié au Royaume-Uni aux éditions Scholastic Ltd en 2000, puis en France aux éditions Gallimard Jeunesse en 2001 (traduction de Jean Esch). Ce tome est la suite de La Tour des anges.

## Résumé
Will décide de partir à la recherche de Lyra, qui est retenue prisonnière par sa mère Mme Coulter en Himalaya. Il rencontre au cours de son périple Iorek Byrnison avec qui il va chercher Lyra. Avec l'aide d'une fille de la région, Ama, ils arrachent Lyra des griffes de Mme Coulter, pour ensuite entamer un voyage au royaume des morts. Ils découpent une fenêtre dans ce monde, pour laisser les fantômes des morts s'échapper et faire de nouveau corps avec la nature. 
Pendant ce temps, Lord Asriel et Mme Coulter arrivent à se débarrasser du régent Métatron au sacrifice de leur vie. L'Autorité divine elle-même, meurt de sa propre fragilité pendant une grande bataille que se livrent ses troupes et celles d'Asriel. Ensuite, Lyra est « tentée » comme le prédisait la prophétie, et donne libre cours à son amour pour Will. Mais contre toute attente, c'est ce qui va sauver les mondes et rétablir le cheminement de la Poussière. Cependant, Will et Lyra doivent se séparer. Ils apprennent ensemble les terribles dommages qu'ont créés les ouvertures des fenêtres à travers les mondes. Will apprend alors à un ange comment refermer ces fenêtres pour que l'équilibre des mondes soit à nouveau assuré. Will détruit ensuite le Poignard subtil, ce qui l'empêchera désormais d'accéder au monde de Lyra.